# Semmel-Porling
Der Semmel-Porling (Albatrellopsis confluens, syn. Albatrellus confluens, Scutiger confluens) ist eine Pilzart aus der Familie der Schafporlingsverwandten (Albatrellaceae). Der meist in Kiefernwäldern wachsende Pilz ist lappig geformt und bewirkt den Eindruck, sein Hut sei aus Brötchenteig gebacken, woher sowohl sein deutscher, als auch sein italienischer Name (Fungo del pane) rühren.

## Merkmale

### Makroskopische Merkmale
Der Hut des Semmel-Porlings wird 3–20 cm breit und ist von unförmiger Gestalt: er besteht aus zahlreichen lappenartigen Ausbuchtungen, die dachziegelähnlich miteinander verwachsen sind. Bei jungen Pilzen ist die Huthaut glatt, mit zunehmendem Alter wird sie feldrig rissig. Die Farbe variiert zwischen teiggelb bis goldbraun, was dem Hut das Aussehen einer bizarr geformten Semmel verleiht. Bei alten Pilzen färbt sich der Hut oft dunkler und brauner, in der Regel durch Algen bedingt ist ein grünlicher Ton; in den Rocky Mountains wurden auch schon Exemplare mit bläulicher Färbung gefunden.

Die etwa 5 mm langen Röhren besitzen kleine, runde Poren mit einem Durchmesser von 0,2–0,3 mm und laufen am Stiel herab. Ihr gelbliches Weiß wandelt sich mit zunehmendem Alter zu einem rötlichen Gelb.

Die einzelnen Hüte sitzen meist alle auf einem strunkartigen Stiel, der leicht dezentral am Hut ansetzt. Er misst 3–6 cm in der Höhe und 1–3 cm in der Breite; während er zunächst weiß ist, wandelt sich seine Farbe im Laufe der Zeit hin zu bräunlicheren (manchmal auch grünlichen) Tönungen.

Das weiße Fleisch ist im frischen Zustand weich, bei alten Pilzen hingegen hart, derb und brüchig. Sein Geruch ist nur schwach, es schmeckt mild bis leicht bitter. Durch Trocknen nimmt es einen ziegelroten Farbton an; auf Kaliumhydroxid reagiert es lila.

### Mikroskopische Merkmale
Die Sporen haben eine Größe von 5–6 × 3–4 Mikrometer, sind breit elliptisch geformt und bilden ein weißes Sporenpulver. Sie zeigen eine leichte Amyloidität. Die Gloeopleren sind verzweigt und färben sich durch Zugabe von Phloxin (Tetrachlortetrabromfluorescein). Teile der Hyphen sind verdickt und verfügen über Schnallen.

## Artabgrenzung
Auch die Rotfärbung des Semmel-Porlings beim Trocknen ist ein typisches Merkmal, zusätzliche Sicherheit bringen im Zweifel die mikroskopischen Merkmale.
Der Semmel-Porling kann mit Arten der Gattung Albatrellus, wie zum Beispiel dem Schaf-Porling (Albatrellus ovinus), verwechselt werden, dem in der Regel ein höherer Speisewert zuerkannt wird. Letzterer wächst ebenfalls oft in Büscheln und entwickelt manchmal auch den gelbbraunen Farbton des Semmel-Porlings. Allerdings ist sein Stiel nicht verzweigt, sondern ist an der Basis mit anderen Stielen verwachsen. Noch ähnlicher ist der Rötende Schaf-Porling (Albatrellus subrubescens), der wie der Semmelporling rötet (allerdings noch stärker und am gesamten Fruchtkörper), aber ebenfalls unverzweigte Stiele hat und bei dem Schnallen an den Hyphen fehlen. Auch mit dem Semmel-Stoppelpilz (Hydnum repandum) könnte er verwechselt werden – hier verschafft jedoch ein Blick auf die Pilzunterseite schnell Klarheit, da beim Semmel-Porling die für Stachelpilze typischen Stacheln fehlen.

## Ökologie und Verbreitung
Der Semmel-Porling bildet Mykorrhiza mit Kiefern, wo er oft gesellig zu finden ist. Er benötigt saure Böden und wächst von August bis September. Das Verbreitungsgebiet erstreckt sich über ganz Deutschland, auch im restlichen Europa ist er zu finden, ebenso wie in den Kiefernwäldern des südöstlichen Nordamerikas.

## Systematik
Die Art wurde im Jahr 1993 vom Brasilianischen Mykologen Alcides Ribeiro Teixeira in die Gattung Albatrellopsis umkombiniert.

Für den Semmel-Porling werden keine Unterarten oder Varietäten anerkannt.

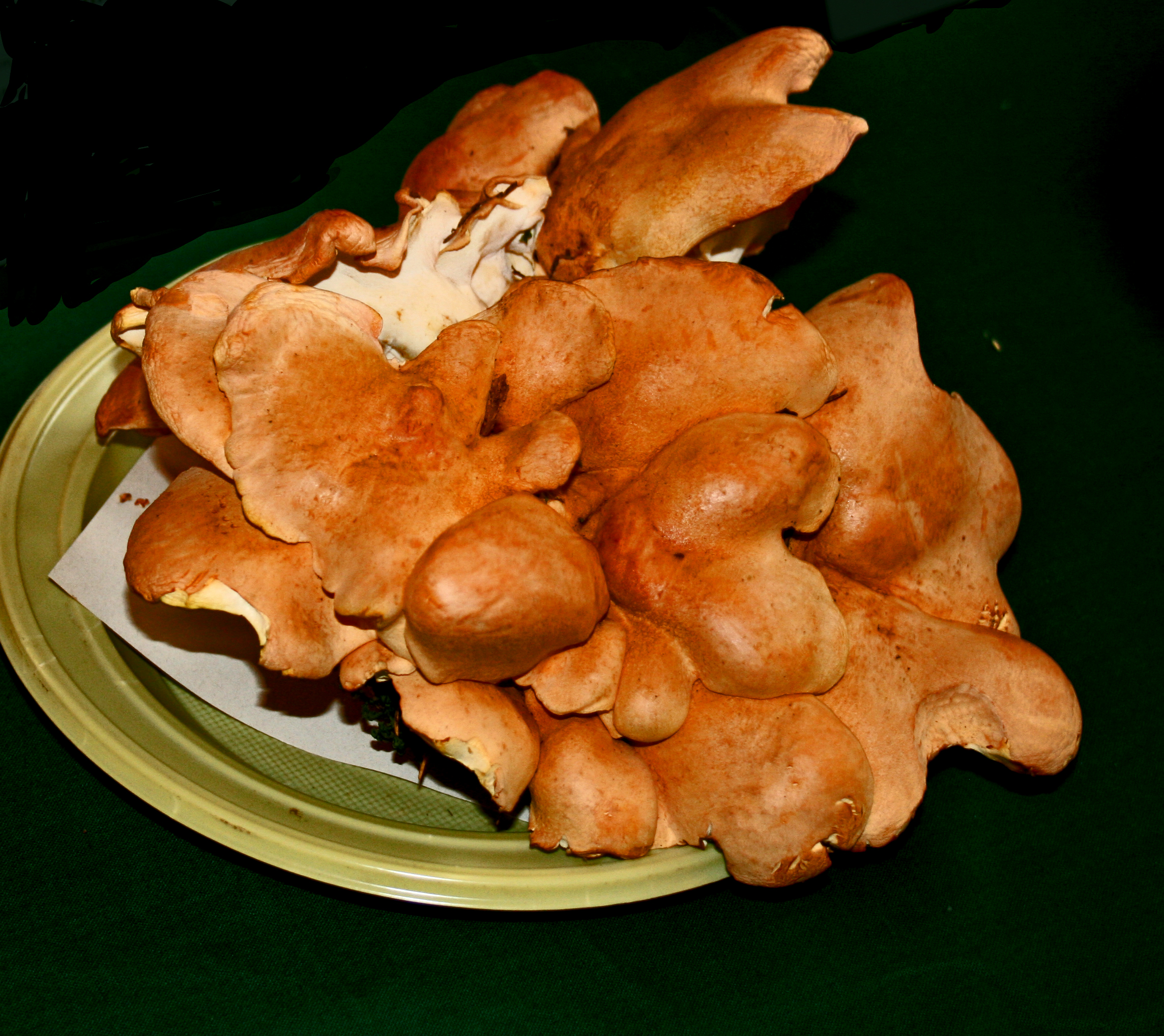
Ein besonders ausgeprägter Büschel des Semmel-Porlings

## Bedeutung
Im Alter nimmt der bittere Geschmack des Semmel-Porlings zu, deshalb werden vor allem junge Pilze für die Küche gepflückt, die sich dazu eignen, in Essig und Öl eingelegt zu werden. Frisch ist das Fleisch des Semmel-Porlings wenig schmackhaft.
Die Art ist in Deutschland nach der Bundesartenschutzverordnung geschützt und darf nicht gesammelt werden.